# ラックア
ラックアは、アキト興運が運営する広島県福山市を中心に展開するかき氷店。2020年12月に開店した。
本頁では、かき氷店が入居するビルについても解説する。ビルは、3階にカフェを設けている。